# Pocillopora verrucosa
Pocillopora verrucosa е вид корал от семейство Pocilloporidae.

## Разпространение
Видът е разпространен в Австралия, Американска Самоа, Бахрейн, Британска индоокеанска територия, Вануату, Виетнам, Гваделупа, Гуам, Джибути, Египет, Еквадор, Еритрея, Йемен, Израел, Индия, Индонезия, Йордания, Ирак, Иран, Камбоджа, Катар, Кения, Кирибати, Кокосови острови, Колумбия, Коморски острови, Коста Рика, Кувейт, Мавриций, Мадагаскар, Майот, Малайзия, Малдиви, Малки далечни острови на САЩ, Маршалови острови, Мексико, Мианмар, Микронезия, Мозамбик, Науру, Никарагуа, Ниуе, Нова Каледония, Обединени арабски емирства, Оман, Остров Рождество, Острови Кук, Палау, Панама, Папуа Нова Гвинея, Питкерн, Провинции в КНР, Реюнион, Салвадор, Самоа, Саудитска Арабия, Северни Мариански острови, Сейшели, Сингапур, Соломонови острови, Сомалия, Судан, Тайван, Тайланд, Танзания, Токелау, Тонга, Тувалу, Уолис и Футуна, Фиджи, Филипини, Френска Полинезия, Хондурас, Чили, Шри Ланка и Япония.